# Parinari

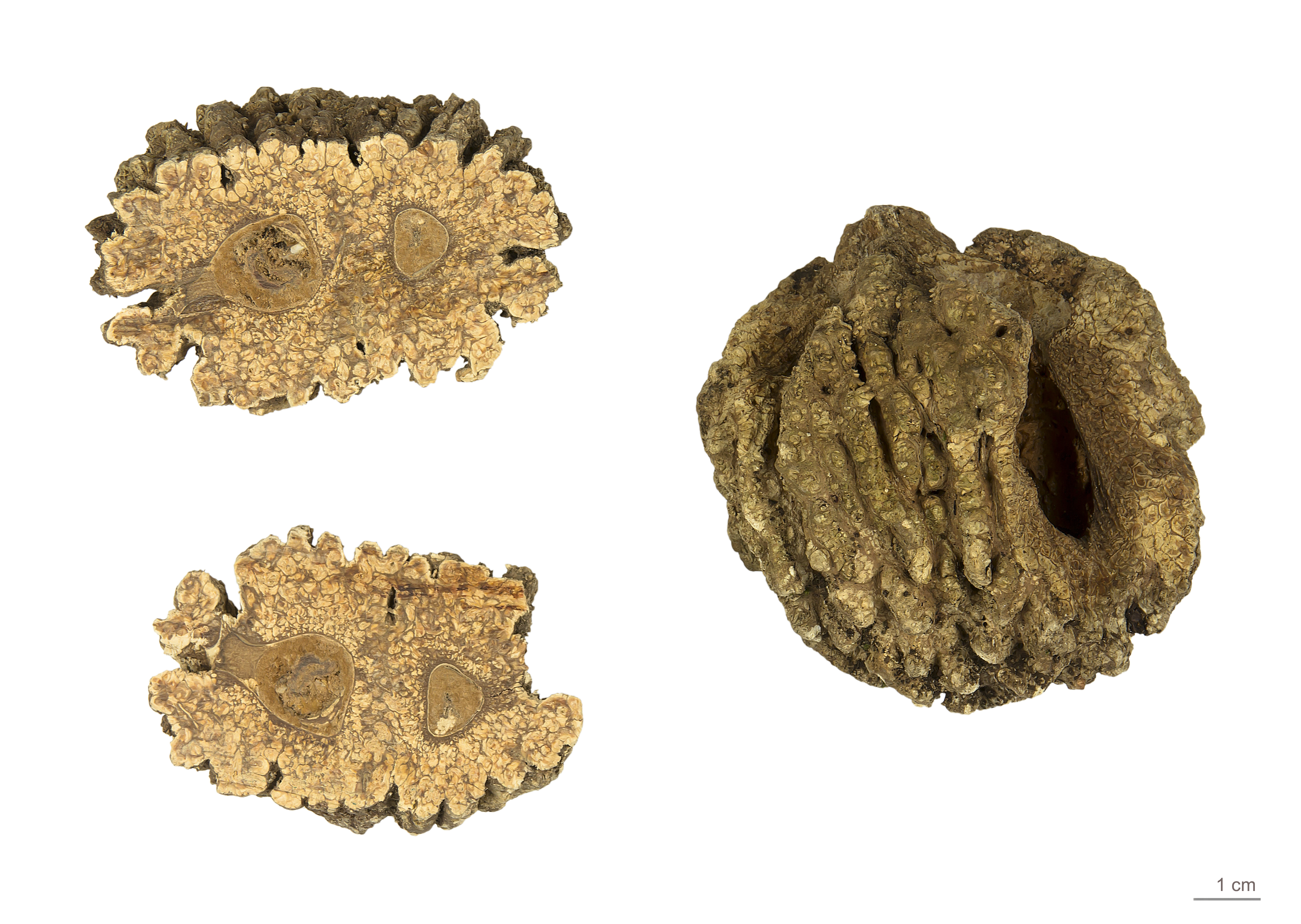
Parinari montana - MHNT

Parinari é um género botânico pertencente à família chrysobalanaceae.

## Espécies
Apresenta 94 espécies:
| - Parinari alvimii - Parinari amazonicum - Parinari anamense - Parinari anamensis - Parinari argenteo - Parinari ashtonii - Parinari aubrevillei - Parinari baoulensis - Parinari barbatum - Parinari borneense - Parinari campestre - Parinari campestris - Parinari canarioides - Parinari canescens - Parinari capensis - Parinari cardiophylla - Parinari cardiophyllum - Parinari chapelieri - Parinari chocoensis - Parinari cordatum - Parinari coriaceum - Parinari corymbosa - Parinari corymbosum - Parinari costata - Parinari costatum - Parinari elliptica - Parinari elmeri - Parinari euadenia - Parinari excelsa - Parinari fleuryana - Parinari gardneri - Parinari gigantea | - Parinari glaberrimum - Parinari gracile - Parinari gracilis - Parinari griffithianum - Parinari guyanense - Parinari guyanensis - Parinari hostmanni - Parinari hypochrysea - Parinari klainei - Parinari klugii - Parinari krukovii - Parinari latifolia - Parinari latifolium - Parinari latifrons - Parinari laurina - Parinari laurinum - Parinari laxiflorum - Parinari leontopitheci - Parinari liberica - Parinari littoralis - Parinari lucidissima - Parinari lucidissimum - Parinari macrophylla - Parinari maguirei - Parinari metallica - Parinari montanum - Parinari myriandrum - Parinari nalaensis - Parinari nana - Parinari nannodes - Parinari nonda - Parinari obtusifolium | - Parinari occidentalis - Parinari pachyphyllum - Parinari pajura - Parinari palauensis - Parinari papuana - Parinari papuanum - Parinari parile - Parinari parilis - Parinari parva - Parinari parvifolia - Parinari petiolata - Parinari philippinensis - Parinari pilosa - Parinari pilosum - Parinari pohlii - Parinari polyandra - Parinari prancei - Parinari rigida - Parinari romeroi - Parinari rudolphi - Parinari salomonense - Parinari scabra - Parinari silvestris - Parinari sprucei - Parinari subrotunda - Parinari swynnertonii - Parinari tenuifolia - Parinari tisserantii - Parinari tontoutensis - Parinari vassoni |